# Kwethluk
Kwethluk (Kuiggluk  en Yupik) est une ville d'Alaska aux États-Unis dans la Région de recensement de Bethel dont la population était de 721 habitants en 2010.

## Situation - climat
C'est une communauté Yupik située à 19 km à vol d'oiseau de Bethel sur la rivière Kwethluk à son confluent avec la rivière Kuskokwim. C'est, après Bethel, le village le plus important de la zone aval de la Kuskokwim.
Les températures vont de 6 °C à 17 °C en été et de −43 °C à 30 °C en hiver.

## Histoire
Des fouilles archéologiques ont mis en évidence un habitat local datant de l'époque préhistorique. Le nom Kwethluk provient de Kwikli qui signifie rivière. À la fin du dix-huitième siècle, des familles se regroupèrent là. Mais une épidémie de rougeole décima la population en 1890. Une église des Frères Moraves y a été érigée en 1896 suivie d'une église orthodoxe russe, en 1912.
La découverte d'or dans les ruisseaux voisins en 1909 amena de nombreux prospecteurs, mais les filons étaient pauvres, et la majorité des chercheurs d'or quittèrent les lieux dès 1911. Il ne subsista qu'une modeste exploitation qui perdura jusqu'à la Seconde Guerre mondiale.
Un orphelinat tenu par les Frères Moraves a été 5 km en amont, tandis qu'une école a été construite en 1924. En 1939, 31 000 rennes étaient élevés pour la viande et pour le cuir, mais une épidémie de tuberculose a causé une importante diminution du nombre de têtes.
La poste a ouvert en 1947 et un magasin de fournitures générales exploité par les autochtones a été créé en 1948. L'aérodrome a été bâti en 1956 tandis que dans les années soixante, les motoneiges ont remplacé les attelages de chiens de traîneaux.

## Économie
La plupart des habitants travaillent à l'école, dans le commerce local et dans les activités administratives. Mais l'économie de subsistance perdure, à base de chasse et de pêche. Une grande partie de la population se déplace l'été vers les camps de pêche.

## Démographie
| 1880 | 1940 | 1950 | 1960 | 1970 | 1980 |
| ---- | ---- | ---- | ---- | ---- | ---- |
| 75   | 186  | 242  | 325  | 408  | 454  |

| 1990 | 2000 | 2010 | - | - | - |
| ---- | ---- | ---- | - | - | - |
| 558  | 713  | 721  | - | - | - |

## Sources et références
- (en) CIS

- (en) Cet article est partiellement ou en totalité issu de l’article de Wikipédia en anglais intitulé « Kwethluk, Alaska » (voir la liste des auteurs).

1. ↑  « Statistiques des États-Unis - Alaska - Profils des communautés de 2010 » (consulté en novembre 2020)